# فرانسیسکو تورتیا
فرانسیسکو تورتیا (اسپانیایی: Francisco Tortellá‎؛ زادهٔ ۲ سپتامبر ۱۹۳۷) دوچرخه‌سوار اهل اسپانیا است. وی در بازی‌های المپیک تابستانی ۱۹۶۰ شرکت کرده است.